# کارولینا ساوکا
کارولینا ساوکا (لهستانی: Karolina Sawka؛ زادهٔ ۱۵ دسامبر ۱۹۹۱) بازیگر اهل لهستان است. وی دانش‌آموختهٔ مدرسه ملی فیلم ووچ است.
از فیلم‌ها یا مجموعه‌های تلویزیونی که وی در آن‌ها نقش داشته است، می‌توان به عشق اول، ع چون عشق و در بادیه و بیابان اشاره نمود.